# (202) Chryséis
Pour les articles homonymes, voir Chryséis (homonymie).
(202) Chryséis est un astéroïde de la ceinture principale découvert par C. H. F. Peters le 11 septembre 1879.
Il est nommé d'après Chryséis, captive des Grecs pendant la guerre de Troie.